# Symphonic Live

Symphonic Live est un album vidéo tiré d'un concert du groupe rock progressif britannique Yes, sorti en DVD/CD unique le 18 juin 2002 par Eagle Vision, puis en deux disques et Blu-ray par Eagle Records. L'album documente la performance du groupe au Heineken Music Hall à Amsterdam le 22 novembre 2001 lors de leur tournée Yessymphonic, soutenant leur dix-neuvième album studio Magnification, qui comportait également un orchestre. La tournée a amené Yes à se produire sur scène avec un orchestre, le European Festival Orchestra dirigé par Wilheilm Keitel.
Le claviériste Rick Wakeman a été invité par le groupe à se produire lors de ce concert, mais cela ne s'est pas produit en raison de conflits d'horaire. Tom Brislin s'est alors joint au groupe à sa place.